# Fed Cup 2015 – zóna Asie a Oceánie
Zóna Asie a Oceánie Fed Cupu 2015 byla jednou ze tří zón soutěže, kterých se účastnily státy ležící v daných regionech, v tomto případě týmy ze států nacházejících se na asijském kontinentu a v Oceánii. Do soutěže zóny nastoupilo 19 družstev, z toho osm účastníků hrálo v 1. skupině a dalších jedenáct pak ve 2. skupině. Součástí herního plánu byly také dvě baráže.

## 1. skupina
- Místo konání: Guangdong Olympic Tennis Centre, Kanton, Čínská lidová republika (tvrdý, venku)
- Datum: 4.–7. února 2015
- Formát: Osm týmů bylo rozděleno do dvou čtyřčlenných bloků A a B, v nichž každé družstvo odehrálo tři zápasy se zbylými účastníky. Vítězové obou bloků se utkali v zápase o postup do baráže o Světovou skupinu II pro rok 2016. Poslední družstva bloků sehrála zápas o udržení. Poražený pak sestoupil do 2. skupiny zóny Asie a Oceánie pro rok 2016.

### Bloky
|    | Blok A            | JPN | KOR | UZB | HKG |
| 1. | Japonsko (3–0)    |     | 3–0 | 3–0 | 3–0 |
| 2. | Jižní Korea (2–1) | 0–3 |     | 2–1 | 3–0 |
| 3. | Uzbekistán (1–2)  | 0–3 | 1–2 |     | 3–0 |
| 4. | Hongkong (0–3)    | 0–3 | 0–3 | 0–3 |     |

|    | Blok B           | KAZ | CHN | THA | TPE |
| 1. | Kazachstán (3–0) |     | 2–1 | 2–1 | 2–1 |
| 2. | Čína (2–1)       | 1–2 |     | 2–1 | 2–1 |
| 3. | Thajsko (1–2)    | 1–2 | 1–2 |     | 2–1 |
| 4. | Tchaj-wan (0–3)  | 1–2 | 1–2 | 1–2 |     |

### Baráž
| Pořadí      | první tým   | výsledek | druhý tým  |
| ----------- | ----------- | -------- | ---------- |
| Postup      | Japonsko    | 2–0      | Kazachstán |
| 3.–4. místo | Jižní Korea | 2–1      | Čína       |
| 5.–6. místo | Uzbekistán  | 0–2      | Thajsko    |
| Sestup      | Hongkong    | 1–2      | Tchaj-wan  |

Výsledek
- Japonsko postoupilo do baráže o účast ve Světové skupině II pro rok 2016,
- Hongkong sestoupil do 2. skupiny zóny Asie a Oceánie pro rok 2016.

## 2. skupina
- Místo konání: SAAP Tennis Complex, Hajdarábád, Indie (tvrdý, venku)
- Datum: 14.–18. dubna 2015
- Formát: Jedenáct týmů bylo rozděleno do čtyř bloků A, B, C a B. První blok měl dva účastníky a zbylé tři po třech členech. Vítězové bloků se utkali ve vyřazovacím systému pavouku – semifinále a finále, o jediné postupové místo do 1. skupiny zóny Asie a Oceánie pro rok 2016. Družstva na dalších pozicích sehrála zápasy o konečné umístění.

### Bloky
|    | Blok A         | PHI | SIN | — |
| 1. | Filipíny (1–0) |     | 3–0 |   |
| 2. | Singapur (0–1) | 0–3 |     |   |
| 3. | —              |     |     |   |

|    | Blok B             | TKM | IRI | KGZ |
| 1. | Turkmenistán (2–0) |     | 3–0 | 3–0 |
| 2. | Írán (1–1)         | 0–3 |     | 3–0 |
| 3. | Kyrgyzstán (0–2)   | 0–3 | 0–3 |     |

|    | Blok C         | IND | MAS | PAK |
| 1. | Indie (2–0)    |     | 3–0 | 3–0 |
| 2. | Malajsie (1–1) | 0–3 |     | 3–0 |
| 3. | Pákistán (0–2) | 0–3 | 0–3 |     |

|    | Blok D                  | INA | OCE | SRI |
| 1. | Indonésie (2–0)         |     | 3–0 | 3–0 |
| 2. | Pacifická Oceánie (1–1) | 0–3 |     | 3–0 |
| 3. | Srí Lanka (0–2)         | 0–3 | 0–3 |     |

### Utkání o 1.–4. místo
|  | Semifinále 17. dubna | Semifinále 17. dubna | Semifinále 17. dubna |  |  | Finále o postup 18. dubna | Finále o postup 18. dubna | Finále o postup 18. dubna |
|  |                      |                      |                      |  |  |                           |                           |                           |
|  | A                    | Filipíny             | 2                    |  |  |                           |                           |                           |
|  | D                    | Indonésie            | 1                    |  |  |                           |                           |                           |
|  |                      |                      |                      |  |  | A                         | Filipíny                  | 1                         |
|  |                      |                      |                      |  |  | C                         | Indie                     | 2                         |
|  | B                    | Turkmenistán         | 0                    |  |  |                           |                           |                           |
|  | C                    | Indie                | 2                    |  |  |                           |                           |                           |

### Utkání o 5.–10. místo
| Pořadí       | první tým  | výsledek | druhý tým         |
| ------------ | ---------- | -------- | ----------------- |
| 5.–8. místo  | Singapur   | 0–3      | Pacifická Oceánie |
| 5.–8. místo  | Írán       | 0–2      | Malajsie          |
| 9.–10. místo | Kyrgyzstán | 0–2      | Pákistán          |

### Konečné pořadí
| Pořadí    | Týmy              |
| Postup    | Indie             |
| 2. místo  | Filipíny          |
| 3. místo  | Turkmenistán      |
| 3. místo  | Indonésie         |
| 5. místo  | Malajsie          |
| 5. místo  | Pacifická Oceánie |
| 7. místo  | Írán              |
| 7. místo  | Singapur          |
| 9. místo  | Pákistán          |
| 10. místo | Kyrgyzstán        |
| 11. místo | Srí Lanka         |

Výsledek
- Indie postoupila do 1. skupiny zóny Asie a Oceánie pro rok 2016